# Ilirska Bistrica
Pour les articles homonymes, voir Bistrica.
Ilirska Bistrica (en allemand : Illyrisch Feistritz ; en italien : Bisterza) est une ville historique et une commune du sud-ouest de la Slovénie, située à proximité de la frontiére croate. 

## Toponymie
L’adjectif ilirska (« illyrien ») remonte au royaume d'Illyrie, une ancienne entité administrative qui exista sous l’empire d'Autriche entre 1814 et 1849. Il servait à différencier le lieu des autres villes de l'empire portant le nom Bistrica, dont Slovenska Bistrica ou Banská Bystrica (dans l'actuelle Slovaquie). 

## Géographie

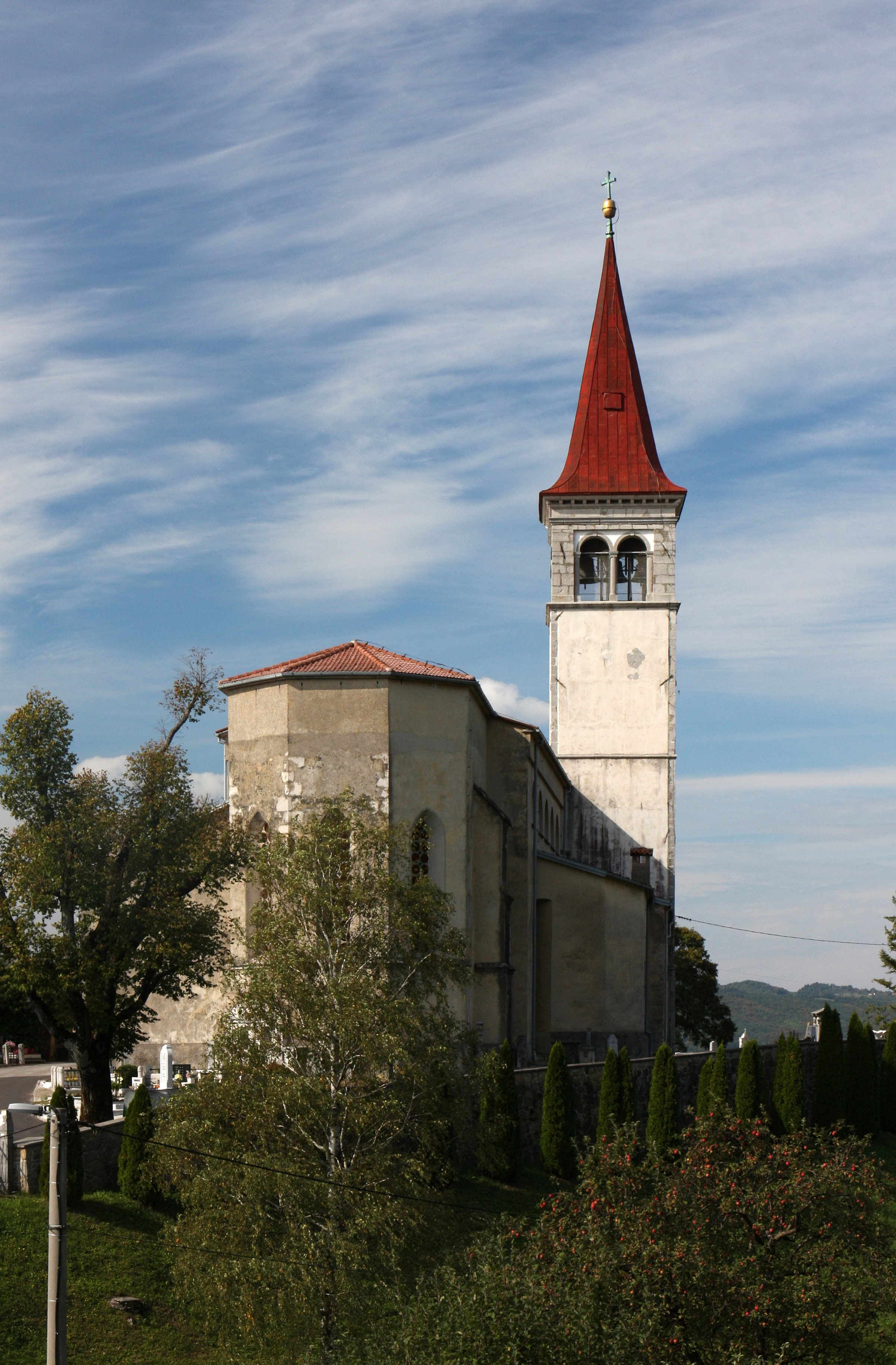
L'église Saint-Pierre.

La commune est localisée dans la région historique de Carniole-Intérieure (Notranjska) au sud-ouest de la capitale Ljubljana, tout près de la frontière avec la Croatie, sur la route de Postojna via Pivka à Rijeka et la côte adriatique. Elle se situe dans la vallée de la Reka au pied du massif montagneux calcaire du Karst, à l'extrême nord-ouest des Alpes dinariques. Avec ses 1 796 mètres, le mont Snežnik au sein des hauts plateaux karstiques à l'est de Bistrica est la plus haute montagne des Alpes dinariques en Slovénie. Les collines de Brkini au sud-ouest forment une frontière naturelle avec la région du Littoral slovène et la péninsule d'Istrie.

## Villages
Les villages de la commune se nomment Bač, Brce, Dobro Polje, Dolenje pri Jelšanah, Dolnja Bitnja, Dolnji Zemon, Čelje, Fabci, Gabrk, Gornja Bitnja, Gornji Zemon, Harije, Hrušica, Huje, Ilirska Bistrica, Jablanica, Janeževo Brdo, Jasen, Jelšane, Kilovče, Knežak, Koritnice, Koseze, Kuteževo, Mala Bukovica, Male Loče, Mereče, Nova vas pri Jelšanah, Novokračine, Ostrožno Brdo, Pavlica, Podbeže, Podgrad, Podgraje, Podstenje, Podstenjšek, Podtabor, Pregarje, Prelože, Prem, Račice, Ratečevo Brdo, Rečica, Rjavče, Sabonje, Smrje, Snežnik, Soze, Starod, Studena Gora, Sušak, Šembije, Tominje, Topolc, Trpčane, Velika Bukovica, Veliko Brdo, Vrbica, Vrbovo, Zabiče, Zajelšje, Zarečica et Zarečje.

## Histoire
Une forteresse médiévale y fut construite au XIIe siècle ; à cette époque, les domaines appartenaient à la marche de Carniole au sud du duché de Carinthie. Le margraviat faisait partie des territoires héréditaires des Habsbourg à partir de 1335 et fut reconstituée en duché par le duc Rodolphe IV d'Autriche en 1364. Le château de Bistrica a été, pendant longtemps, la propriété de la famille Auersperg à Postojna.
Pendant des siècles, Bistrica faisait partie de la monarchie de Habsbourg, puis de l'empire d'Autriche et de l'Autriche-Hongrie jusqu'en 1918. Au XIXe siècle, la région vit essentiellement grâce au commerce du bois. Elle bénéficie de l'inauguration de la ligne ferroviaire de Pivka à Opatija et Rijeka par la Südbahn autrichienne en 1873. Avant l’indépendance de la Slovénie au début des années 1990, elle a été annexée à la « Vénétie julienne » (province du Carnaro à partir de 1924) au sein du royaume d'Italie jusqu'en 1947, et ensuite à la Yougoslavie. 

## Démographie
Entre 1999 et 2021, la population de la commune d’Ilirska Bistrica s’est légèrement réduite pour atteindre une valeur proche de 13 000 habitants,.
Évolution démographique
| 1999   | 2000   | 2001   | 2002   | 2003   | 2004   | 2005   | 2006   | 2007   |
| ------ | ------ | ------ | ------ | ------ | ------ | ------ | ------ | ------ |
| 14 462 | 14 391 | 14 335 | 14 272 | 14 235 | 14 181 | 14 162 | 14 163 | 14 150 |
| 2008   | 2009   | 2010   | 2011   | 2012   | 2013   | 2014   | 2015   | 2016   |
| 14 131 | 13 908 | 13 947 | 13 911 | 13 899 | 13 866 | 13 806 | 13 719 | 13 594 |
| 2017   | 2018   | 2019   | 2020   | 2021   |        |        |        |        |
| 13 482 | 13 329 | 13 340 | 13 297 | 13 379 |        |        |        |        |

## Personnalités célèbres
- Dragotin Kette (1876-1899), poète.